# Cirrocumulo
Il cirrocumulo (cirrocumulus secondo la classificazione dell'Atlante Internazionale delle Nubi, abbreviato: Cc) è una nube simile all'altocumulo ma composta da singoli elementi di dimensioni molto più piccole (meno di 1° apparente), bianchi, privi di ombreggiature e di aspetto setoso, separati tra di loro o uniti, disposti in modo più o meno regolare.
Sono quasi esclusivamente formati da cristalli di ghiaccio, in misura molto minore da minuscole gocce di acqua sopraffusa che tendono rapidamente a congelare a causa delle bassissime temperature in cui si trovano. Si tratta infatti di "nubi alte" (5−13000 m d'altitudine sulle regioni temperate). La loro presenza può indicare aria fredda e instabile in quota; talvolta precedono l'arrivo di un fronte caldo, associato a maltempo.

## Specie
I cirrocumuli sono suddivisi in quattro specie, in base alla forma assunta (tra parentesi è indicata l'abbreviazione associata):
- Cirrocumulus castellanus (Cc cas);
- Cirrocumulus floccus (Cc flo);
- Cirrocumulus lenticularis (Cc len);
- Cirrocumulus stratiformis (Cc str).

## Varietà
- Cirrocumulus lacunosus (Cc la);
- Cirrocumulus undulatus (Cc un).

## Caratteristiche accessorie
È possibile la presenza di virghe al di sotto di esse, specialmente nelle specie castellanus e floccus; più raramente possono presentare formazioni cosiddette "a mammella" (mamma).